# Liliana Cuomo
Liliana Mirta Cuomo (Buenos Aires, Argentina; 4 de diciembre de 1955-Ib, 26 de diciembre de 2021) fue una primera actriz argentina de cine y televisión que participó en más de 40 proyectos en televisión y filmes.

## Biografía
Luego de unos cuantos años estudiando y perfeccionando sus técnicas en diversos seminarios relacionados al mundo de la actuación, la actriz se incursionó en este trabajo que tanto le apasiona, primero en el teatro a finales de la década de 1990 con exitosas obras como Un tranvía llamado deseo, Casa de Muñecas, Cuento de hadas, Fango Negro, El Enfermo Imaginario, entre muchas otras. Más tarde llegó el turno de pasar a la pantalla, ubicando su rol en distintos lugares como algunas cámaras ocultas de Showmatch desde ahí en adelante no se detuvo y obtuvo papeles en reconocidas novelas argentinas como Son de Fierro, Valentino, el argentino, Niní, El Puntero, El hombre de tu vida, Lobo, Farsantes, Señores Papis, Guapas, Entre Canibales, Los ricos no piden permiso, Amar después de amar, Las Estrellas y Pequeña Victoria por solo nombrar algunas de las más destacadas. Siempre se destacó por su versatilidad a la hora de actuar, por eso mismo hizo desde publicidades hasta videoclips como el de Días de desempleo de Attaque 77, este talento la llevó a la pantalla grande en films como El niño pez, El secreto de sus ojos, El derrotado, Un cuento chino, además de otros títulos. Falleció el 26 de diciembre de 2021 a los 66 años, causando cáncer después de la pérdida de su hijo por COVID.

## Filmografía

### Televisión[6]
| Año  | Título                     | Personaje                 |
| ---- | -------------------------- | ------------------------- |
| 2019 | Pequeña Victoria           |                           |
| 2017 | Las estrellas              | María de Caccavella       |
| 2017 | Amar después de amar       | Jovita                    |
| 2016 | Soy Luna                   |                           |
| 2016 | Los ricos no piden permiso | Gitana                    |
| 2015 | Entre caníbales            | Diana 'Pelusa' Fresca     |
| 2014 | Guapas                     |                           |
| 2014 | Señores papis              |                           |
| 2013 | Farsantes                  |                           |
| 2013 | Solamente vos              |                           |
| 2013 | Sos mi hombre              |                           |
| 2012 | Lobo                       |                           |
| 2011 | El puntero                 | Mamá de jugador se futbol |
| 2011 | El hombre de tu vida       | Varios roles              |
| 2011 | Cuando me sonreís          |                           |
| 2011 | Contra las cuerdas         | Amanda                    |
| 2010 | Para vestir santos         | Varios roles              |
| 2009 | Niní                       |                           |
| 2009 | Ciega a citas              |                           |
| 2008 | Valentino, el argentino    | Sandra                    |
| 2007 | Son de Fierro              |                           |

### Cine
| Año  | Película               | Personaje             |
| ---- | ---------------------- | --------------------- |
| 2015 | Papeles en el viento   |                       |
| 2010 | Un cuento chino        | Rafaela               |
| 2009 | El derrotado           | Ramona                |
| 2009 | El secreto de sus ojos | Margarita             |
| 2009 | El niño pez            |                       |
| 1999 | Sólo gente             | Enfermera de hospital |

### Videos musicales
| Año  | Artista    | Video             |
| ---- | ---------- | ----------------- |
| 2009 | Attaque 77 | Dias de Desempleo |